# Psilotrichum elliotii
Psilotrichum elliotii är en amarantväxtart som beskrevs av John Gilbert Baker och Charles Baron Clarke. Psilotrichum elliotii ingår i släktet Psilotrichum och familjen amarantväxter. Inga underarter finns listade i Catalogue of Life.